# Pazarcık
Pazarcık es una ciudad y distrito en la parte sur de la provincia de Kahramanmaraş en Turquía. El alcalde Hayrettin Güngör del Partido Justicia y Desarrollo (AKP) fue elegido en las elecciones locales de 2019.

## Historia
Durante los estudios arqueológicos llevados a cabo por Kılıç Kökten, se encontraron hallazgos que se cree que pertenecen a los primeros períodos paleolíticos en las laderas de Sarıl y Ganidağı. La región de las "Kırk Mağaralar", ubicada a 1 km al noreste del casco antiguo, se considera un importante centro de asentamiento entre 3500 y 3000 a. C.
El área donde se encuentra hoy Pazarcık se abrió al asentamiento y la ciudad se trasladó ahí debido al hecho de que el ferrocarril pasaba por allí y la casa del gobierno se trasladó durante el período otomano. Los principales medios de vida del distrito son la ganadería y la agricultura. Después de la década de 1980, ha cambiado, especialmente debido a que la mano de obra se fue al extranjero.
Pazarcık, perteneció a Gaziantep en 1933, y en 1941 nuevamente pasó Kahramanmaraş.
La distancia al centro de Kahramanmaraş es de 47 kilómetros, al norte está Çağlayancerit, Gaziantep Yavuzeli, Şehitkamil y Nurdağı al sur, Türkoğlu y Kahramanmaraş al oeste los distritos de Adıyaman Gölbaşı, Besni y Araban que se encuentra en el este.
El área del distrito se midió en 1551 kilómetros, y su altura desde el mar alcanza los 731 metros. Kandil Hill (1704) metros en el norte y Ganidagi (1230) metros en el este son los puntos más altos. Pazarcık tiene un terreno llano y ocasionalmente accidentado. Se encuentra con el agua potable de Gaziantep con el agua de la presa Kartalkaya ubicada en el centro. El agua del lago de la presa se utiliza para el riego de tierras agrícolas en la llanura de Narlı. Su clima es de transición características de climas mediterráneos y continentales. La vegetación es maquis y los bosques consisten en árboles como el roble, el pistacho silvestre y el pino.
El 6 de febrero de 2023, un terremoto de magnitud 7,8 sacudió Pazarcik, destruyendola por completo.

## Galería

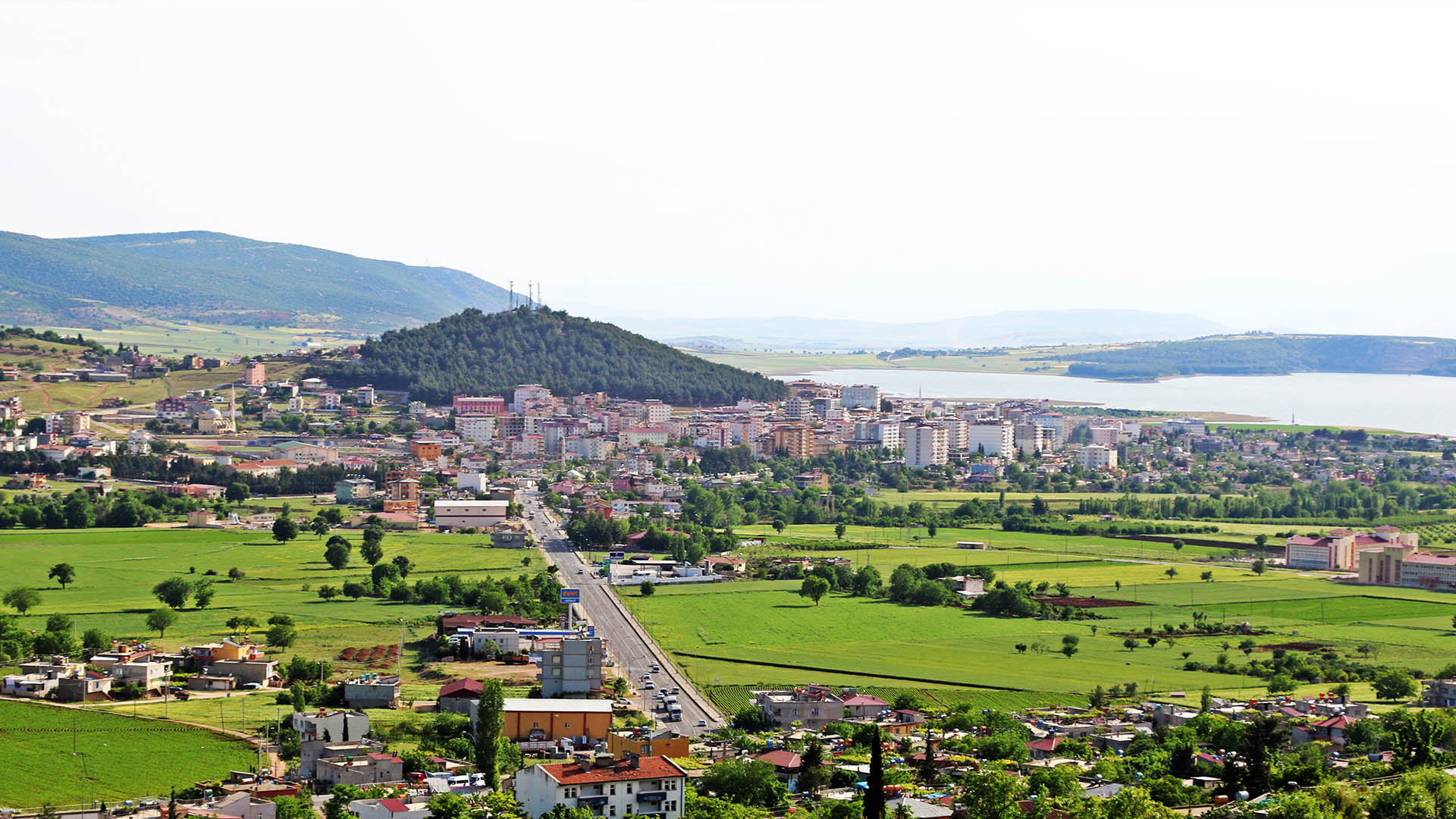
Pazarcık
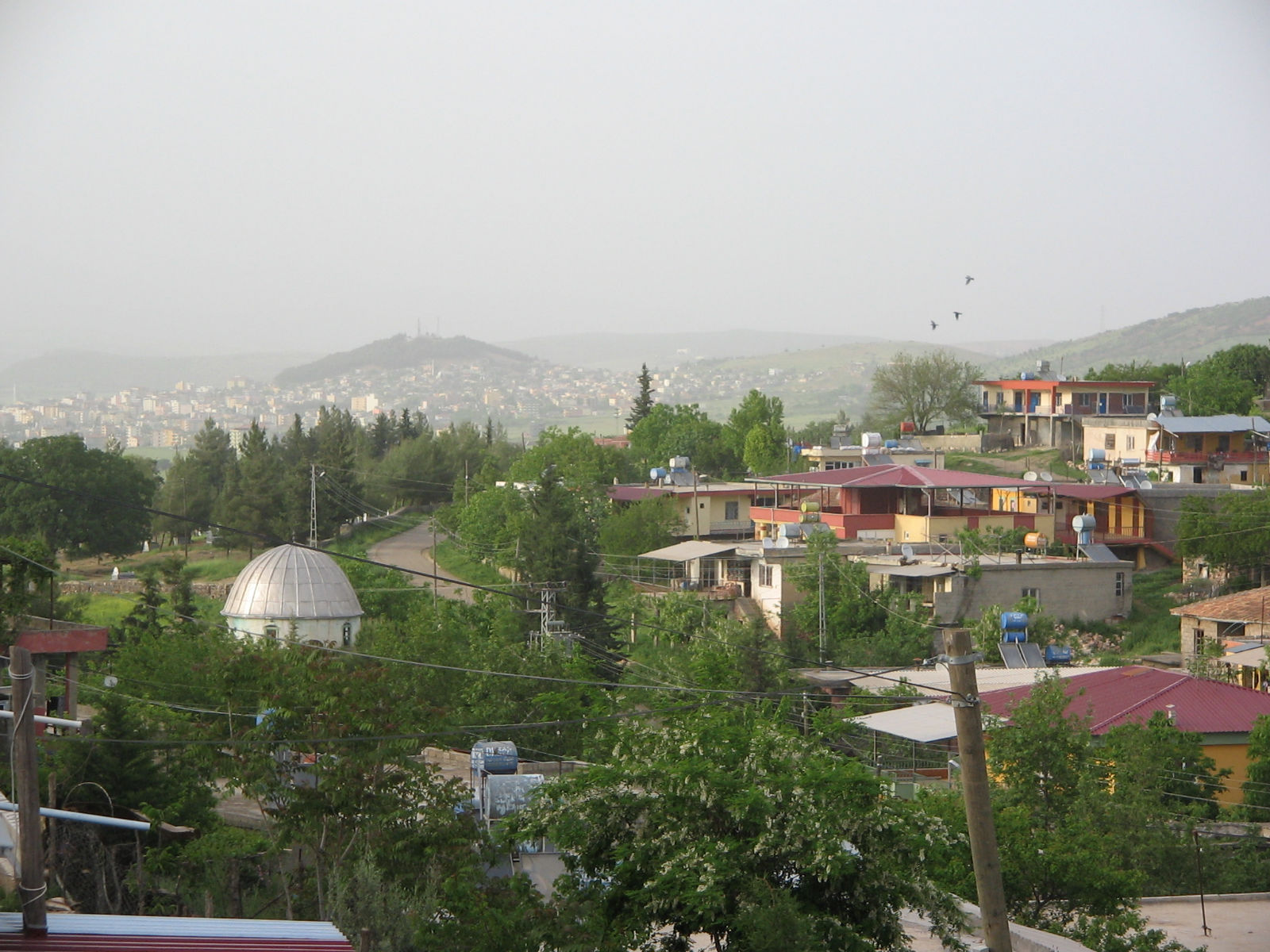
Vista de Pazarcık desde Kurtdere
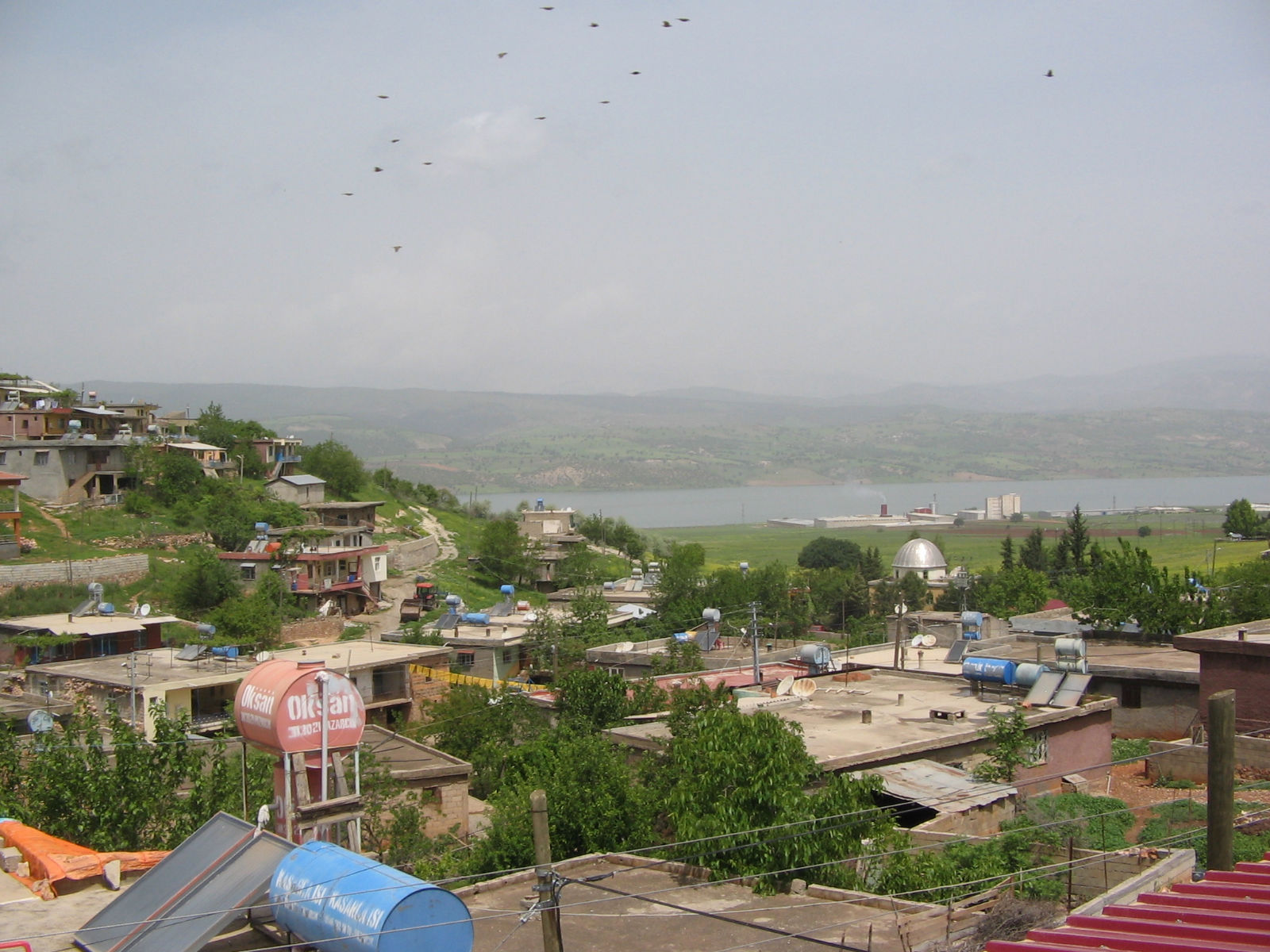
Presa de Kartalkaya desde Görünüm